# Sainz de Baranda
Sainz de Baranda – stacja metra w Madrycie, na linii 6 i 9. Znajduje się w dzielnicy Retiro, w Madrycie i zlokalizowana jest pomiędzy stacjami O'Donnell, Conde de Casal oraz Ibiza i Estrella. Została otwarta 11 października 1979.